# 나주 다보사 명부전 목조지장보살삼존상·시왕상 일괄
나주 다보사 명부전 목조지장보살삼존상·시왕상 일괄(羅州 多寶寺 冥府殿 木造地藏菩薩三尊像·十王像 一括)은 대한민국 전라남도 나주시 경현동에 있는 조선시대의 불상이다. 2011년 12월 20일 전라남도의 유형문화재 제310호로 지정되었다.

## 개요
나주 다보사 명부전 목조지장보살삼존상·시왕상은 복장물에서 조성 발원문과 개금 중수발원문이 확인되었다. 조성은 1659년 4월, 개금 중수는 1903년 11월에 이루어졌다.
지장보살좌상 조성 발원문에 등장하는 조각승인 화원은 지견(智堅), 신관(信寛), 삼우(三愚), 성보性寶), 성안(性安, 性眼), 행근(行斤, 幸根), 성화(性花), 심일(心一), 삼인(三認, 三忍) 등 모두 9인으로 17세기 중후반에 전라 경상 충청도의 사찰에 조각상으로 활약한 조각승들이다.
나주 다보사 목조지장보살삼존상·시왕상 및 권속은 조성 발원문을 통해 조선후기 지장시왕상의 제작자, 시주자 등을 알 수 있는 귀중한 자료를 담고 있다. 아울러 1903년의 개금 중수발원문에도 개금자, 시주자 등의 여러 정보가 담겼다. 제작연대도 확실하고 명부전에 봉안된 모든 존상이 함께 남아 있어서 조선후기 명부신앙 연구에 중요한 가치가 있다.

## 참고 자료
- 나주 다보사 명부전 목조 지장보살삼존상·시왕상 일괄 - 국가유산청 국가유산포털